# Contrat à titre onéreux
Un contrat fait à titre onéreux, est un contrat dans lequel la prestation d'une des parties existe dans l'intérêt commun de procurer un avantage à l'autre. Ce type de contrat s'oppose au contrat à titre gratuit dans lequel il n'existe pas d'intention de recevoir un avantage à sa contrepartie mais seulement de s'engager au bénéfice d'une autre partie.

## Droit par pays

### Droit français
Il existe différents types de contrats à titre onéreux. Il peut s'agir par exemple de la vente, de la location (bail civil, bail commercial...), du prêt à intérêt, etc.

### Droit québécois (Canada)
L'article 1381 al. 1 du Code civil du Québec énonce que « le contrat à titre onéreux est celui par lequel chaque partie retire un avantage en échange de son obligation ». Il est opposé au contrat à titre gratuit de l'art. 1381 al. 2 C.c.Q., qui est défini comme étant « celui par lequel l’une des parties s’oblige envers l’autre pour le bénéfice de celle-ci, sans retirer d’avantage en retour ».
Certaines dispositions du Code civil énoncent des règles propres aux contrats à titre onéreux. L'art. 1263 C.c.Q. prévoit que « la fiducie établie par contrat à titre onéreux peut avoir pour objet de garantir l’exécution d’une obligation ». L'art. 1632 C.c.Q. dispose qu'« un contrat à titre onéreux ou un paiement fait en exécution d’un tel contrat est réputé fait avec l’intention de frauder si le cocontractant ou le créancier connaissait l’insolvabilité du débiteur ou le fait que celui-ci, par cet acte, se rendait ou cherchait à se rendre insolvable ».